# Eddy Bengtsson
Leif Eddy Bengtsson, född 30 april 1979 i Majorna i Göteborg, är en svensk före detta professionell MMA-utövare, brottare, grapplare, snickare och företagare. Numera gladiator och tränare. Strax före landslagsuttagningen till OS Aten blev Bengtsson erbjuden ett kontrakt som wrestlare. Han övervägde det tämligen allvarligt och bad vännen Frank Andersson som hade erfarenhet inom området om hjälp.

## Karriär

### Brottning
Bengtsson började brottas 1985 och tränade och tävlade aktivt till och med 2007, men gjorde comeback 2011 för att försöka ta sig till sommar-OS i London 2012. Han misslyckades och den 10 maj 2012 meddelade Bengtsson officiellt att han avslutar sin karriär som brottare.
Under sin aktiva karriär hann Eddy med att representera Sverige under två olympiska spel i grekisk-romersk stil i den tyngsta viktklassen (Sydney-OS år, 2000, och Aten-OS, 2004), vinna 13 SM-guld  och vinna JEM 1999.

### Grappling
Bengtsson började träna grappling i samband med sin övergång från brottning till MMA. Han deltog i Sveriges första SM 2009.
Vid ADCC European Trials 2009 kom han tvåa.
Vid FILA Grappling VM-Nogi i öppna klassen vann han en silvermedalj genom att besegra fyra motståndare i fyra matcher på 2,5 timmar.
När Eddy Bengtsson togs ut till landslaget i grappling 2010 fick han reda på det genom att läsa om det i tidningen, ingen meddelande honom personligen.

### MMA
Under den sista matchen i karriären mot bröt Bengtsson käken, näsan, fick hjärnskakning och flyttade tänderna i munnen. Det tog tre operationer och ett och ett halvt års rehabilitering för honom att återgå till ett normalt liv.

#### Kontrovers
Under matchen mot Alexander Jemeljanenko 2010 knockades Bengtsson av vad som uppfattades som en lös vänsterjabb (cirka 40 sekunder in i den här youtubefilmen). Eddy  kommenterade själv händelsen efter matchen såhär: 
"from the eyes it was black [...] I couldn't imagine the hit was so hard, but my head wasn't strong enough."
När han 2012 tillfrågades om samma händelse svarade han såhär:
"It was too much for me to face someone like him. It was a total collapse, I didn't want to be there. I was way too fresh."

## Medaljer och utmärkelser

### Brottning
- Vunnit ligan med sitt lag KSV Aalen i tyska Bundesliga 2 ggr
- Greko-romersk stil – uttagen till OS 2000
- Greko-romersk stil – uttagen till OS 2004
- Veteran-VM greko-romersk stil – Guld 2015
- Veteran-VM greko-romersk stil – Guld 2016
- Veteran-VM Fristil – Silver 2016
- Veteran-VM greko-romersk stil Silver 2018
- Veteran-VM greko-romersk stil Silver 2019
- 2021 Dubbla Guld i Veteran-VM i både Fristil och greko-romersk stil! Den första som klarat denna bedrift!
- Tilldelats "Ivars Guldsko" år 2000 som Sveriges bästa brottare alla kategorier
- Eddy vann en SM-final på 2.5 sekunder i fristil
- Varit med på amatör-VM i Sumobrottning där han placerade sig på 5e plats av 79 deltagare och i lagtävlingen detta år hamnade Sverige på en 11 placering.
- Veteran-VM både fristil och grekisk romersk stil dubbla guld både 2021 och 2022

### Grappling
- Flera SM-Guld i både tungvikt och öppna viktklassen
- ADCC 2009 European Trials – andra plats[10]
- Fila Grappling VM Nogi – silver 2010
- Fila Grappling VM Nogi – brons 2011

## TV-karriär
Bengtsson var en av deltagarna i programmet Polisskolan och deltog hösten 2011 i underhållningsprogrammet Superstars på TV3. Från 2014 var han med som El Gringo i Gladiatorerna.
Eddy Bengtsson har även spelat in programmet "Supercoachen"  båda säsongerna som sändes på Dplay. Han deltog i säsong 3 av Elitstyrkans hemlighet.

## Tävlingsfacit

### MMA
| Resultat | Facit | Motståndare                  | Metod                 | Evenemang                   | Datum            | Rond | Tid  | Plats                 | Notering                 |
| -------- | ----- | ---------------------------- | --------------------- | --------------------------- | ---------------- | ---- | ---- | --------------------- | ------------------------ |
| Vinst    | 1-0   | Andy Hillhouse (SCO)         | TKO Submission (slag) | The Zone FC: Shockwave      | 8 november 2008  | 1    | 1:20 | Göteborg, Sverige     |                          |
| Vinst    | 1-0   | Andy Hillhouse (SCO)         | TKO Submission (slag) | The Zone FC: Shockwave      | 8 november 2008  | 1    | 1:20 | Göteborg, Sverige     |                          |
| Vinst    | 2-0   | Vladimir Kutjenko (RUS)      | TKO (slag)            | The Zone FC 4 - Dynamite    | 25 april 2019    | 1    | 3:17 | Göteborg, Sverige     |                          |
| Vinst    | 3-0   | Ivajlo Markov (BUL)          | Submission (keylock)  | The Zone FC 5 - Bushido     | 7 november 2009  | 1    | 3:17 | Göteborg, Sverige     |                          |
| Förlust  | 3-1   | Oleksij Olejnik (UKR)        | Submission (slag)     | IAFC Mayor's Cup 2009       | 27 november 2009 | 2    | 2:20 | Novosibirsk, Ryssland |                          |
| Förlust  | 3-2   | Alexander Jemeljanenko (RUS) | KO (slag)             | ProFC Commonwealth Cup 2010 | 23 april 2010    | 1    | 0:40 | Moskva, Ryssland      |                          |
| Vinst    | 4-2   | Istvan Kalmar (HUN)          | Submission (kimura)   | The Zone FC 9 - Unbreakable | 7 maj 2011       | 1    | 0:50 | Göteborg, Sverige     |                          |
| Förlust  | 4-3   | Dave Keeley (ENG)            | KO (armbågar)         | Cage Warriors 45            | 18 februari 2012 | 1    | 4:40 | London, England       |                          |
| Vinst    | 5-3   | Vasilij Katjan (BEL)         | KO (armbågar)         | The Zone FC 10 - Demolition | 6 maj 2012       | 1    | 0:33 | Göteborg, Sverige     |                          |
| Vinst    | 6-3   | Jay Mortimore (ENG)          | Submission (kvävning) | Cage Warriors Fight Night 6 | 24 maj 2012      | 1    | 2:46 | Isa Town, Bahrain     |                          |
| Förlust  | 6-4   | Dmitrij Poberezjets (UKR)    | KO (slag)             | The Zone FC 11 - Survival   | 10 november 2012 | 1    | n/a  | Göteborg, Sverige     | Match om tungviktstiteln |

### Brottning

#### OS 2000
| Resultat                         | Motståndare            | Poäng | Tävling                     | Plats              |
| -------------------------------- | ---------------------- | ----- | --------------------------- | ------------------ |
| OS 2000 Sydney i 130 kg-klassen. |                        |       |                             |                    |
| Gick inte vidare                 |                        |       |                             |                    |
| Vinst                            | Mirian Giorgadze (GEO) | 4-0   | Olympiska sommarspelen 2000 | Sydney, Australien |
| Förlust                          | Dmitrij Debelka (BLR)  | 1-2   | Olympiska sommarspelen 2000 | Sydney, Australien |

#### OS 2004
| Resultat                       | Motståndare                | Poäng  | Tävling                     | Plats          |
| ------------------------------ | -------------------------- | ------ | --------------------------- | -------------- |
| OS 2004 Aten i 120 kg-klassen. |                            |        |                             |                |
| Gick inte vidare               |                            |        |                             |                |
| Förlust                        | Georgij Tsurtsumia (KAZ)   | 1-3 PP | Olympiska sommarspelen 2004 | Aten, Grekland |
| Förlust                        | Xenofon Koutsioumpas (GRE) | 0-3 PO | Olympiska sommarspelen 2004 | Aten, Grekland |
| Vinst                          | Mirian Giorgadze (GEO)     | 3-0 PO | Olympiska sommarspelen 2004 | Aten, Grekland |

Förklaring:
- PO – Poängseger (utan teknisk poäng)